# Iglica (Dolina Będkowska)

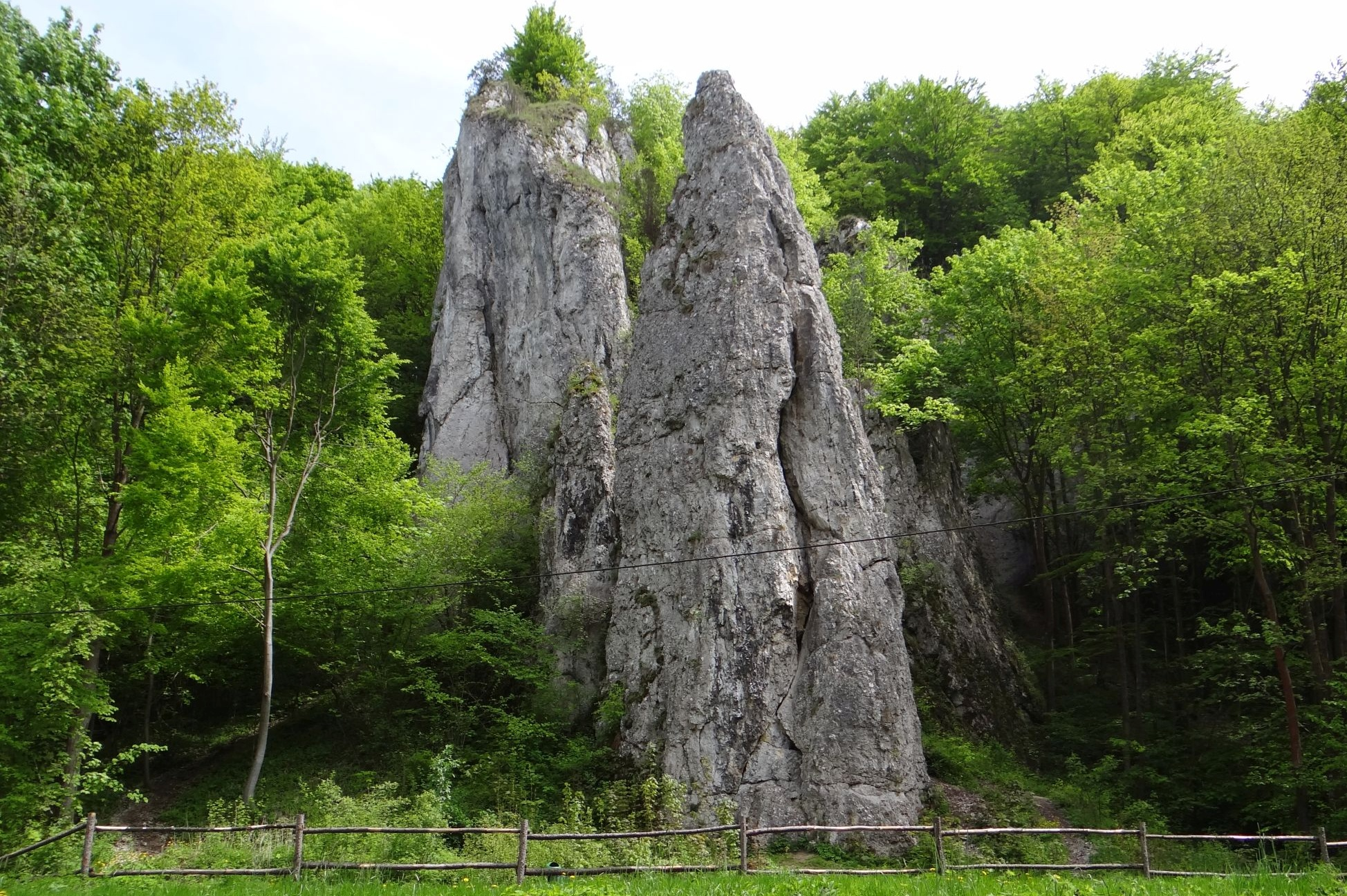

Iglica – skała w postaci igły skalnej w środkowej części Doliny Będkowskiej na Wyżynie Krakowsko-Częstochowskiej. Znajduje się na dnie doliny, w grupie skał Cmentarzyska, naprzeciwko grupy skał Dupa Słonia, administracyjnie w granicach wsi Będkowice w województwie małopolskim, w powiecie krakowskim, w gminie Wielka Wieś. Przez wspinaczy skalnych zaliczana jest do grupy Cmentarzyska.
Iglica jest najdalej na zachód wysuniętą skałą w grupie skał Cmentarzyska. Znajduje się tuż obok ścieżki szlaku turystycznego i jest z niego widoczna. Zbudowana jest z wapienia, ma wysokość 18–20 m, pionowe i połogie ściany z zacięciem.
Przed II wojną światową Iglicę uważano za największy skałkowy „problem” w Dolinie Będkowskiej. Studenci z sekcji taternickiej Akademickiego Związku Sportowego byli tak pewni jej zdobycia, że nawet nazwali ją „Turnią ST AZS”. Zbyt długo jednak zwlekali z jej zdobyciem, i w 1932 r. jako pierwsi dokonali tego krakowscy taternicy Marian Paully i Adam Górka.

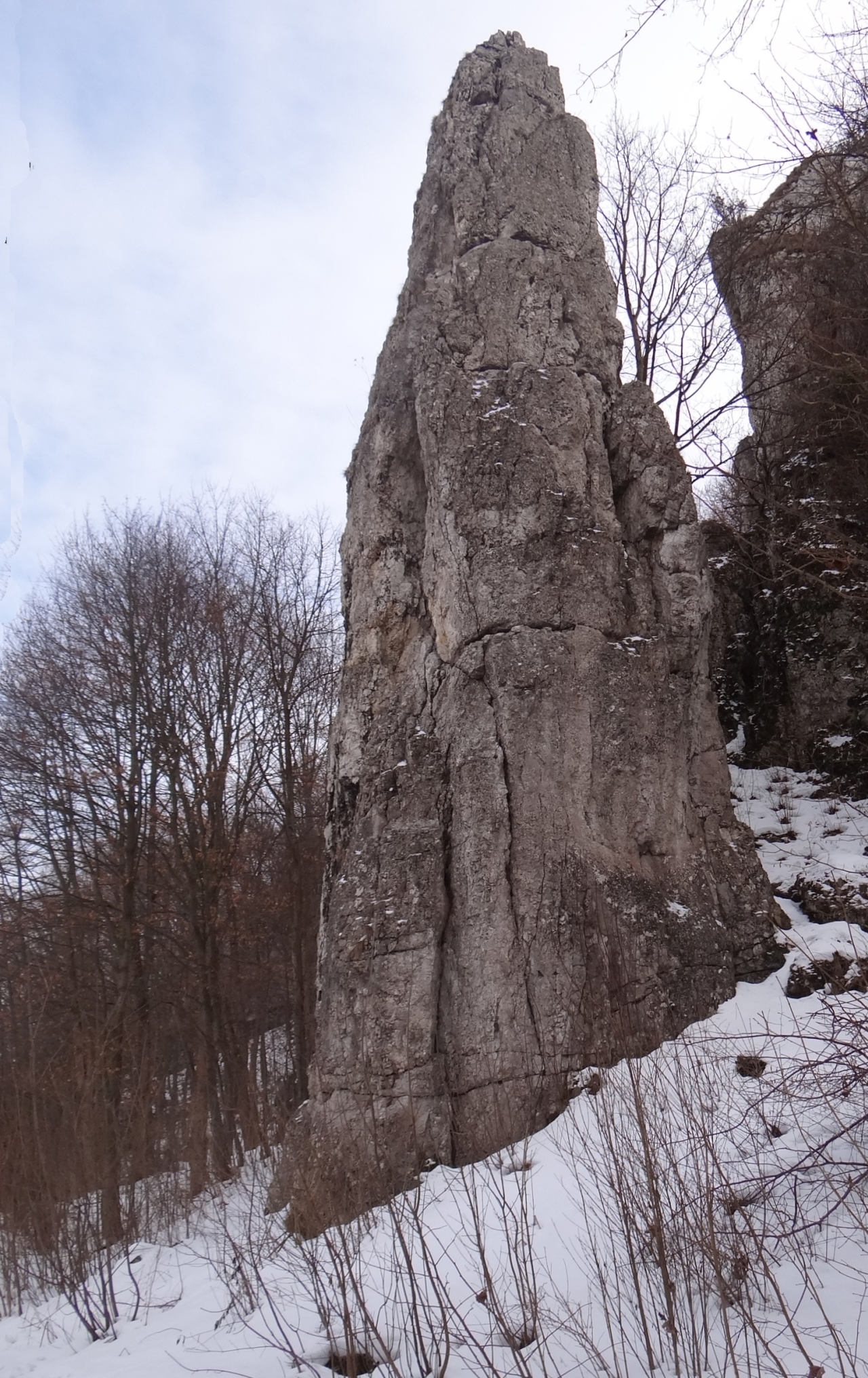

## Drogi wspinaczkowe
Na zachodniej i południowo-zachodniej ścianie jest 5 dróg wspinaczkowych o trudności od IV do VI.+ w skali Kurtyki. Posiadają asekurację w postaci jednej pętli (p).
Iglica I
1. Łapiński-Paszucha; 1p, V+, 20 m
2. Zachodni komin; 1p, IV+, 20 m

Iglica II
1. Orzeł mrożony; 1p, VI+, 20 m
2. Klasyczna; 1p, IV, 20 m
3. Rysa Pokutników; 1p, V+, 20 m[3].

## Szlaki turystyczne
– niebieski, prowadzący przez całą długość doliny,